# Freier Grundriss
Freier Grundriss bezeichnet in der Architektur das Prinzip, auf fest eingezogene tragende Wände in den einzelnen Geschossen zu verzichten. Außenwände und einzelne Stützen tragen die Lasten ab, so dass Trennwände innerhalb des durch die Tragstruktur aufgespannten Rasters flexibel eingezogen werden können. Der Grundriss kann völlig frei gestaltet werden und ist von konstruktiven Zwängen befreit. Änderungen des Grundrisses sind auch im Nachhinein zu realisieren.
Der Begriff bezeichnet ein konstruktives Prinzip, während der Ausdruck „Offener Grundriss“ ein räumliches Prinzip beschreibt.

## Le plan libre
Der plan libre wurde in der Zeit der Moderne entwickelt. Bekannt wurde das Konzept vor allem durch Le Corbusier, der es 1914 im Konstruktionsschema für das „Dom-ino“ Wohnhaus einsetzte. Hier lösen sich die raumbegrenzenden Bauteile wie Wand, Decke und Fassade konstruktiv voneinander, womit in der Grundrissgestaltung eine wesentlich höhere Gestaltungsfreiheit in Richtung offener Grundriss ermöglicht wird.
Le Corbusier formuliert dazu 1927 in seiner Erklärung Fünf Punkte zu einer neuen Architektur zusammen mit der „Freien Fassadengestaltung“ in Punkt 3:

„3. Die freie Grundrißgestaltung: Das Stützensystem trägt die Zwischendecken und geht bis unter das Dach. Die Zwischenwände werden nach Bedürfnis beliebig hereingestellt, wobei keine Etage irgendwie an die andere gebunden ist. Es existieren keine Tragwände mehr, sondern nur Membranen von beliebiger Stärke. Folge davon ist absolute Freiheit in der Grundrißgestaltung, das heißt freie Verfügung über die vorhandenen Mittel, was den Ausgleich mit der etwas kostspieligen Betonkonstruktion leicht schafft.“

Weitere Prototypen Le Corbusiers mit freiem Grundriss sind das 1927 erbaute Haus Citrohan in der Stuttgarter Weißenhofsiedlung, die „Villa Stein“ in Garches (1927) sowie die Villa Savoye in Poissy bei Paris (1929–1932), in der sein gesamtes Fünf-Punkteprogramm realisiert wurde. Aber auch der Neoplastizismus mit der Gruppe „De Stijl“, allen voran das Rietveld-Schröder-Haus in Utrecht (1924) von Gerrit Rietveld wie auch Ludwig Mies van der Rohe mit seinem 1929 für die Weltausstellung in Barcelona entworfenen Expo-Pavillon, haben die Ideen des Freien Grundriss aufgenommen und bis zur beispiellosen und vorbildhaften Vollendung umgesetzt.